# Brzezie k. Pomorska
Brzezie k. Pomorska (niem. Briese) – wieś w zachodniej Polsce, w województwie lubuskim, w powiecie zielonogórskim, w gminie Sulechów i sołectwie Pomorsko, około 14 km od Sulechowa. Zamieszkiwana przez 27 osób (stan na 30 czerwca 2025). W latach 1975–1998 zlokalizowana w województwie zielonogórskim.